# Hammermühle (Stadtsteinach)
Hammermühle ist ein Gemeindeteil der Stadt Stadtsteinach im Landkreis Kulmbach (Oberfranken, Bayern). Hammermühle liegt in der Gemarkung Stadtsteinach.

## Geografie
Der Weiler liegt an der Unteren Steinach am südlichen Siedlungsrand von Stadtsteinach.

## Geschichte
Hammermühle gehörte zu Stadtsteinach. Das Hochgericht übte das bambergische Centamt Stadtsteinach aus. Das Kastenamt Stadtsteinach war Grundherr des Anwesens.
Mit dem Gemeindeedikt wurde Hammermühle dem 1808 gebildeten Steuerdistrikt Stadtsteinach und der 1811 gebildeten Ruralgemeinde Stadtsteinach zugewiesen. Die Mühle wurde als Schneid- und Mahlmühle genutzt.

### Baudenkmal
- Hammermühle 1: Mühle und Nebengebäude

### Einwohnerentwicklung
| Jahr      | 001861 | 001871 | 001885 | 001900 | 001925 | 001950 | 001961 | 001970 | 001987 |
| Einwohner | 10     | 5      | 7      | 6      | 5      | 11     | 22     | 15     | 8      |
| Häuser    |        |        | 1      | 1      | 1      | 2      | 3      |        | 3      |
| Quelle    | [ 9 ]  | [ 10 ] | [ 11 ] | [ 12 ] | [ 13 ] | [ 14 ] | [ 15 ] | [ 16 ] | [ 1 ]  |

## Religion
Hammermühle ist katholisch geprägt und nach St. Michael (Stadtsteinach) gepfarrt.